# Stefan Terlezki
Stefan Terlezki, (29 octobre 1927 - 21 février 2006) est un homme politique britannique conservateur qui est député de Cardiff West de 1983 à 1987.

## Biographie

### Enfance
Terlezki est né le 29 octobre 1927 à Antonivka, un village proche de la ville de Tlumach dans ce qui est désormais l'ouest de l'Ukraine, mais fait alors partie de la Pologne. Terlezki a vécu à la fois dans l'Allemagne nazie et en Union soviétique, ce qui fait de lui une voix importante contre les gouvernements totalitaires.
Terlezki grandit dans la communauté agricole voisine d'Antonivka, où son premier professeur à l'école du village est la poétesse ukrainienne Mariyka Pidhiryanka. Son père Oleksa Terletskyj est un paysan qui travaille également dans une briqueterie, où il a organisé un sit-in de protestation pour des heures de travail plus courtes. Cela a conduit à une période d'emprisonnement par les autorités polonaises.